# آبراهام بنیت
 آبراهام بنیت (انگلیسی: Abraham Bennet؛ زاده ۲۰ دسامبر ۱۷۴۹ درگذشته ۱۷۹۹) یک فیزیک‌دان اهل انگلستان بود.